# Simonetta Vitelli

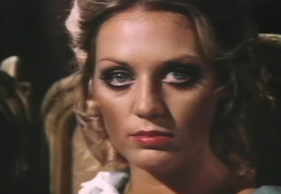
Simonetta Vitelli 1971

Simonetta Vitelli (fast immer unter dem Pseudonym Simone Blondell; * 16. Juni 1950 in Rom) ist eine italienische Schauspielerin.

## Leben
Vitelli ist die Tochter der Ausstatters und Regisseurs Demofilo Fidani und dessen Frau, der Kostümbildnerin und Drehbuchautorin Maria Rosa Valenza Vitelli. Ab 1967 setzte sie ihr Vater in Rollen seiner Filme ein, meist als blonde, bedrohte Schönheit mit blauen, hypnotisch wirkenden Augen, der der Held zu Hilfe eilen muss. In zahlreichen kostengünstig gedrehten Italowestern und anderen Genrefilmen ihres Vaters war sie zu sehen; daneben auch in einer Handvoll von (Trash-)Werken anderer Regisseure, deren letztes Die Leichenfabrik des Dr. Frankenstein darstellt. Danach arbeitete sie nur noch selten und hinter den Kameras in verschiedenen Funktionen.
Vitelli war mit dem Produzenten Paolo Lucidi verheiratet, mit dem sie zwei Kinder hat.

## Filmografie (Auswahl)
- 1968: Bekreuzige Dich, Fremder (Straniero… fatti il segno della Croce!)
- 1968: Prega Dio… e scavati la fossa!
- 1969: Sartana – Im Schatten des Todes (Passa Sartana… è l'ombra della tua morte)
- 1969: Sie kamen zu viert um zu töten (…E vennero in quattro per uccidere Sartana)
- 1969: Zorros Rache (El Zorro justiciero)
- 1970: Django und Sartana kommen (Arrivano Django e Sartana… è la fine)
- 1970: Quel maledetto giorno d’inverno
- 1970: Tote werfen keine Schatten (Inginocchiati straniero… i cadaveri non fanno ombra!)
- 1971: Era Sam Wallash… lo chiamavano “Così Sia”
- 1971: Ein Fressen für Django (W Django!)
- 1971: Für einen Sarg voller Dollars (Per una bara piena di dollari)
- 1973: Colorado – Zwei Halunken im Goldrausch (Amico mio, frega tu… che frego io!)
- 1974: Die Leichenfabrik des Dr. Frankenstein (Terror! Il castello delle donne maledette)